# Villalba de la Lampreana (kommunhuvudort)
Villalba de la Lampreana är en kommunhuvudort i Spanien.   Den ligger i provinsen Provincia de Zamora och regionen Kastilien och Leon, i den nordvästra delen av landet, 220 km nordväst om huvudstaden Madrid. Villalba de la Lampreana ligger 685 meter över havet och antalet invånare är 292.
Terrängen runt Villalba de la Lampreana är platt. Runt Villalba de la Lampreana är det mycket glesbefolkat, med 7 invånare per kvadratkilometer. Närmaste större samhälle är Manganeses de la Lampreana, 5,8 km väster om Villalba de la Lampreana. Trakten runt Villalba de la Lampreana består till största delen av jordbruksmark.